# Moussa Marega
Moussa Marega (ur. 14 kwietnia 1991 w Les Ulis) – malijski piłkarz francuskiego pochodzenia występujący na pozycji napastnika w saudyjskim klubie Al-Hilal.

## Kariera klubowa
Swoją karierę piłkarską Marega rozpoczął we francuskim klubie AS Évry. W sezonie 2010/2011 zadebiutował w nim w szóstej lidze francuskiej. W sezonie 2011/2012 był piłkarzem piątoligowego FC Issy-les-Moulineaux. W 2012 przeszedł do trzecioligowego VF Le Poiré-sur-Vie. Swój debiut w nim zaliczył 11 sierpnia 2012 w zremisowanym 0:0 domowym meczu z Football Bourg-en-Bresse Péronnas 01. W zespole VF Le Poiré-sur-Vie grał przez rok.
Latem 2013 Marega przeszedł do innego trzecioligowca, Amiens SC. Zadebiutował w nim 9 sierpnia 2013 w przegranym 1:3 wyjazdowym spotkaniu z SR Colmar. W Amiens grał przez rok. W 2014 przeszedł do tunezyjskiego Espérance Tunis, ale nie wystąpił w nim ani razu.
Na początku 2015 Marega został zawodnikiem portugalskiego CS Marítimo. Swój debiut w klubie z Funchal zanotował 8 lutego 2015 w przegranym 1:2 domowym meczu z Gil Vicente FC. Tydzień później, 15 lutego 2015, w wyjazdowym meczu z FC Penafiel (4:3) strzelił swojego pierwszego gola w portugalskiej ekstraklasie.

## Kariera reprezentacyjna
W reprezentacji Mali Marega zadebiutował 25 marca 2015 w przegranym 3:4 towarzyskim meczu z Gabonem. Pierwszego gola dla narodowej drużyny strzelił 4 września 2015 przeciwko reprezentacji Beninu (5:2) w ramach kwalifikacji do Pucharu Narodów Afryki 2017. 